# Coroa de Portugal

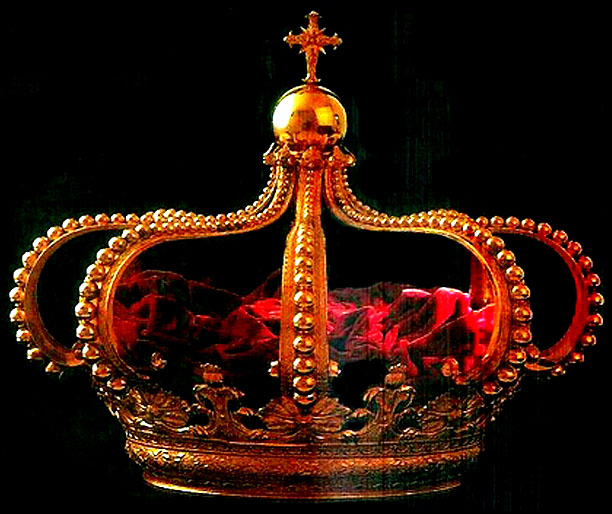
Krone von Johann VI.

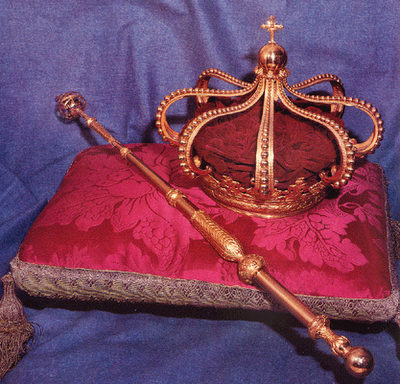
Krone und Krönungszepter von Johann VI.

Die Coroa de Portugal (portugiesisch für „Krone von Portugal“) ist eine 1817 gefertigte Krone für den portugiesischen König Johann VI. und ein Symbol der Portugiesischen Monarchie ab Anfang des 19. Jahrhunderts.
Die Krone wurde von König Johann VI. von Portugal 1817 für seine Proklamation in Auftrag gegeben. Gefertigt wurde sie von dem königlichen Juwelier Antonio Gomes da Silva in Portugal. Die Krone war Bestandteil der Portugiesischen Kronjuwelen, zu denen des Weiteren das Szepter von Armillary und der Mantel von Johann VI. von Portugal gehörte. Die Krone wurde offizielle Krone aller weiteren portugiesischen Könige, die nach Johann VI. den portugiesischen Thron bestiegen. Letztmals wurde sie von König Manuel II. zu seiner Proklamation und der Eröffnung der Assembleia da República getragen. Die Krone wird gemeinsam mit den anderen Gegenständen der Portugiesischen Kronjuwelen gegenwärtig im Palácio Nacional da Ajuda aufbewahrt; sie ist der Öffentlichkeit zur Besichtigung nicht zugänglich.